# بيتر فيفيان دانيال
بيتر فيفيان دانيال (بالإنجليزية: Peter Vivian Daniel)‏ هو قاضي ومحامي وسياسي أمريكي، ولد في 24 أبريل 1784 في الولايات المتحدة، وتوفي بنفس المكان في 31 مايو 1860. حزبياً، نشط في الحزب الديمقراطي. انتخب Justice of the Supreme Court of the United States ‏.

## روابط خارجية
- بيتر فيفيان دانيال على موقع الموسوعة البريطانية (الإنجليزية)
- بيتر فيفيان دانيال على موقع إن إن دي بي (الإنجليزية)